# Шабрелош
Шабрелош (фр. Chabreloche, окс. Chabralòcha) — французская коммуна, расположенная в департаменте Пюи-де-Дом в регионе Овернь-Рона-Альпы в кантоне Тьер.
Название коммуны происходит от окситанских слов chabra (коза) и aucha (гусь).

## География
Через Шабрелош проходит первая обозначенная междугородняя пешеходная тропа во Франции — GR 3.
На расстоянии 44,3 км от Шабрелоша находится гора Пьер-сюр-От, на вершине которой находится одноимённая военная радиостанция.

### Населённые пункты коммуны
Монсуше (фр. Montsuchet), небольшой населённый пункт, зависимый от коммуны Шабрелош, располагается на холме, расположенном к юго-востоку от Шабрелоша, в пределах Луара и Пюи-де-дом. Этот населённый пункт расположен в самом центре регионального природного парка Ливрадуа-Форэ (фр. Livradois-Forez), и также он является самой высокой обитаемой точкой в кантоне (721 м).
В Монсуше в 2011 году проживало 10 человек. Там есть небольшая ферма, возвышающаяся над деревушкой. Её владельцы имеют десяток коров, из которых половина — молочные, а другая половина — мясные. Многие экскурсии имеют своей отправной точкой это место, а также здесь проходят встречи охотников осенью. Также здесь есть коммунальный колодец, который был полностью восстановлен и передан в эксплуатацию в 2010 году.

### Соседние коммуны
- в кантоне Сен-Реми-сюр-Дюроль[фр.]: Арконса[фр.], Сель-сюр-Дюроль[фр.] и Вискомта[фр.];
- в кантоне Нуаретабль[фр.] (округ Монбризон, департамента Луара, региона Овернь-Рона-Альпы): Сервьер[фр.] и Нуаретабль[фр.].

## История
Коммуна Шабрелош была создана в 1874 разделением коммуны Арконса.

## Политика и управление
| Дата избрания  | Персона                              |
| -------------- | ------------------------------------ |
| март 2001      | Кристиан Барж (фр. Christian Barges) |
| март 2014 года | Кристиан Жене                        |

## Разное
При авиакатастрофе в Мон-Пико в 1972 году, обломки самолета были найдены на полях, окружающих коммуну.